# Radenov
Radenov (německy Rodenau) je vesnice v Krušných horách v okrese Chomutov. Stojí asi osm kilometrů severozápadně od Chomutova v nadmořské výšce kolem 680 metrů. Byla založena nejspíše ve čtrnáctém století a po většinu doby patřila k chomutovskému nebo červenohrádeckému panství. Po zrušení poddanství se Radenov dvakrát stal na krátkou dobu samostatnou obcí, ale od padesátých let dvacátého století patří k Blatnu. V roce 2011 zde trvale žilo 46 obyvatel.

## Název
Název vesnice je odvozen ze jména Raden ve významu Radenův dvůr. V historických pramenech se jméno vesnice vyskytuje ve tvarech: w Rodnau (1552), na vsi Rodenowu (1561), Rodenow (1564), Rodenau (1606), Rodenau nebo Radenau (1787) a Rodenau (1846). Alternativní hypotéza název odvozuje z německého slovesa roden (česky klučit).

## Historie
První písemná zmínka o vesnici pochází z roku 1359, kdy zde jeden lán patřil pánům z Alamsdorfu. Ve stejném roce patřila zdejší rychta chomutovskému měšťanovi Hynku Plaubnerovi. V záznamech řádu německých rytířů z chomutovské komendy se vesnice objevuje v letech 1382–1393. Podle rozboru katastrálních map je však možné, že Radenov patří k nejstarším sídlům tzv. chomutovského újezdu a byl součástí majetku, který věnoval Bedřich Načeratec řádu v roce 1252.

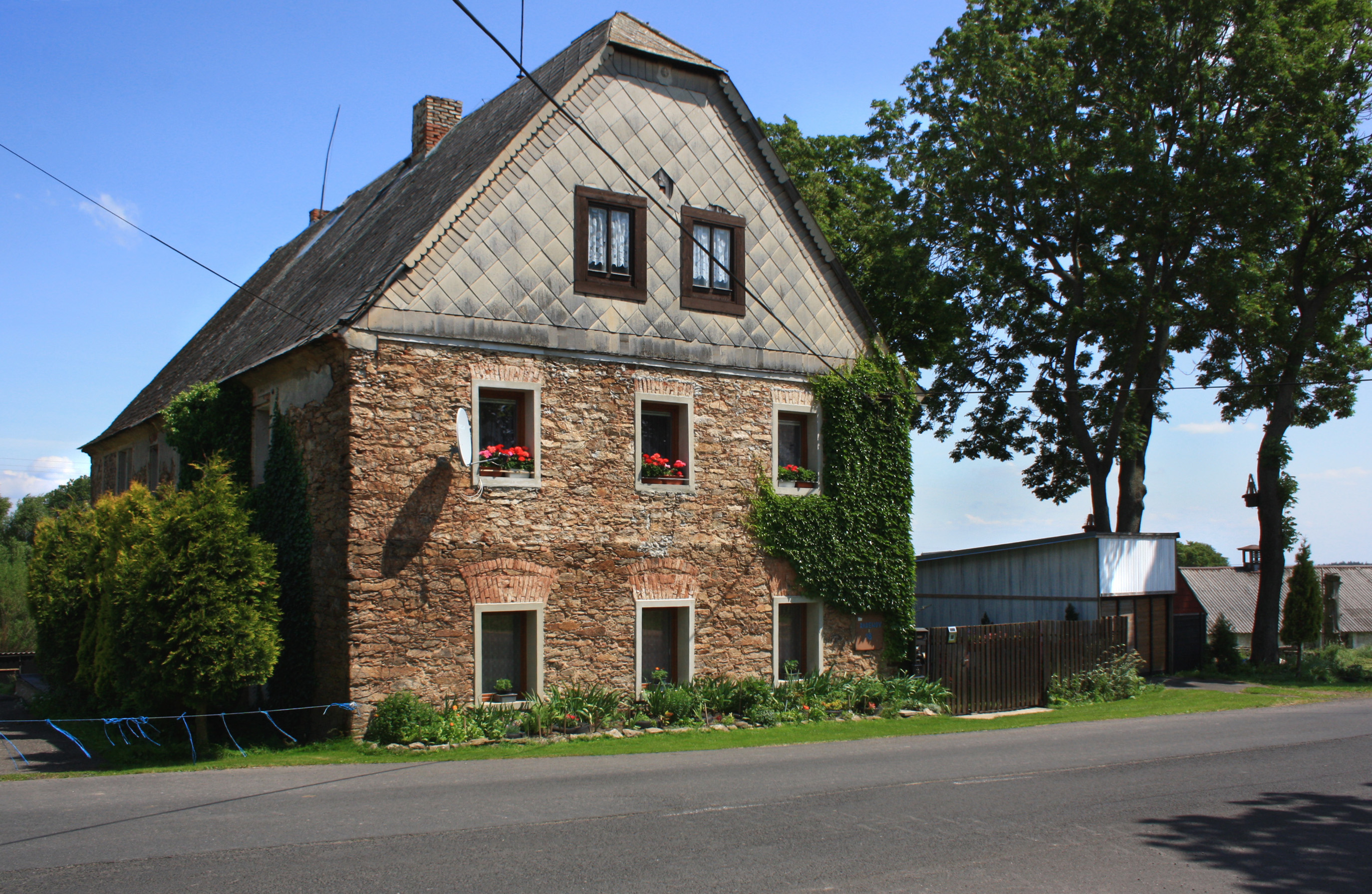
Bývalý hostinec Zindelova bouda

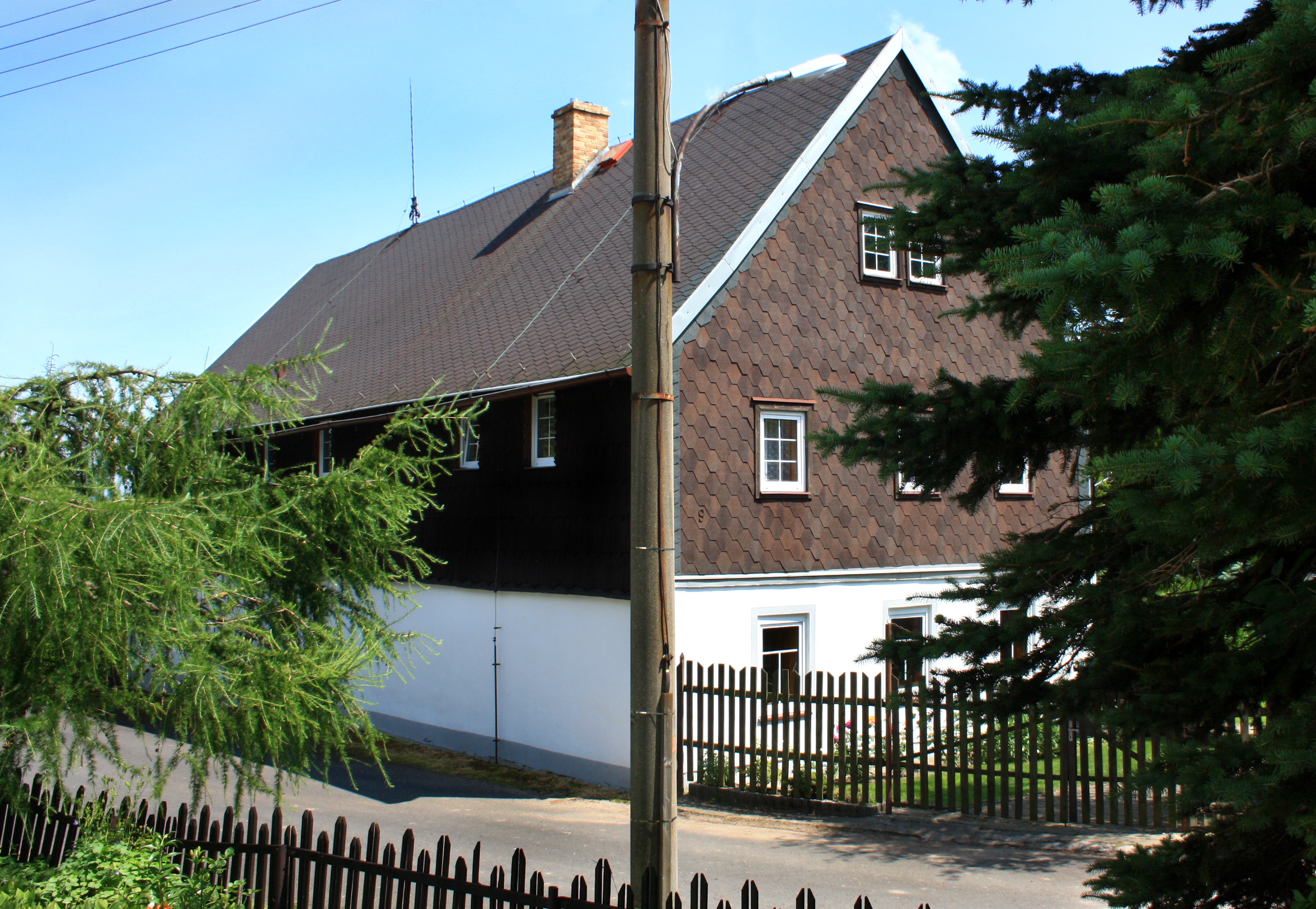
Památkově chráněný dům čp. 9

Radenov zůstal součástí chomutovského panství až do roku 1605, kdy část zabaveného majetku Jiřího Popela z Lobkovic koupil Adam Hrzán z Harasova a vesnici připojil k červenohrádeckému panství. Z patnáctého a šestnáctého století se o vsi dochovalo jen několik stručných zmínek, které připomínají osoby pocházející z Radenova. Konkrétně v roce 1588 to byli například dva členové chomutovského cechu pláteníků.
Podle Berní ruly z roku 1654 stálo v Radenově šest selských usedlostí a pět chalup. Další usedlost a chalupa byly pusté. Sedlákům patřilo šestnáct potahů, 22 krav, 21 jalovic a dvanáct koz. Chalupníci měli dohromady devět potahů, šestnáct krav, čtrnáct jalovic, tři prasata a sedm koz. Ve vsi žilo také několik nádeníků závislých na obci, kteří chovali tři krávy, dvě jalovice a jedno prase. Obyvatelé se živili zejména chovem dobytka, ale také prodejem dřeva v Chomutově a jeden sedlák formanil. V okolí vesnice se ve druhé polovině osmnáctého století těžila drobná žilná ložiska železné rudy dodávané do Vysoké Pece.
V roce 1846 k Radenovu patřilo 827 hektarů půdy, z nichž 75 hektarů tvořila pole, 83 hektarů louky, osm hektarů pastviny a většina zbytku připadla na převážně smrkové lesy. Zemědělské plodiny, ke kterým patřil oves, žito, zelí a brambory, se pěstovaly zejména pro vlastní potřebu, ale malá část se také vyvážela. Do Chomutova se vozilo i mléko. Západně od vesnice býval lom na křemen a jeden kilometr severně v údolí Bíliny také mlýn Rabenmühle se stoupou na tříslo. Živnost zde provozovali pouze krejčí, švec a truhlář.

## Přírodní poměry
Radenov stojí v jihovýchodním cípu stejnojmenného katastrálního území o rozloze 8,35 km² v Ústeckém kraji asi 1,6 kilometru severně od Blatna a osm kilometrů severozápadně od Chomutova. Východní a severovýchodní hranici území přibližně vymezuje silnice z Blatna do Kalku.
V geologickém podloží převládají předvariské intruzivní horniny a horniny neznámého stáří, které jsou často deformované a metamorfované. Zastupují je různé druhy metagranitů až metagranodioritů a ortoruly. Severní část území protíná ve směru západ–východ asi 500 metrů široký pás prekambrických dvojslídných a biotitických rul.
V geomorfologickém členění Česka oblast leží v geomorfologickém celku Krušné hory, podcelku Loučenská hornatina. Z geomorfologických okrsků nejmenší část zabírá Bolebořská vrchovina podél východní hranice území. Na sever od koryta Bíliny se nachází Rudolická hornatina, ale většina území patří do okrajové části Přísečnické hornatiny. Nejnižší bod území se nachází v údolí Bíliny ve výšce asi 630 metrů, zatímco nejvyšším bodem je Kamenná hůrka s nadmořskou výškou 878 metrů. Samotná vesnice stojí ve výšce okolo 680 metrů.
Z půdních typů převažuje podzol kambický, ale v cípu území jižně od vesnice a pod Starým rybníkem se vyskytuje také glej histický.
Významným vodním tokem je především řeka Bílina, která pramení v severní části katastrálního území pod Starým rybníkem a její přítok Malá voda s pramenem asi 500 metrů západně od vesnice. Kromě nich je oblast rozčleněna jejich drobnými bezejmennými přítoky. Největší vodní plochou je Černý rybník na Bílině.
Do západní části katastrálního území zasahuje přírodní park Bezručovo údolí.

## Obyvatelstvo
Při sčítání lidu v roce 1921 zde žilo 124 obyvatel (z toho 62 mužů), kteří byli s výjimkou jednoho cizince německé národnosti. Kromě čtyř evangelíků patřili k římskokatolické církvi. Podle sčítání lidu z roku 1930 měla vesnice 109 obyvatel: jednoho Čechoslováka, 106 Němců a dva cizince. Mimo čtyř evangelíků a dvou lidí bez vyznání se hlásili k římskokatolické cíkvi.
|                                                                      | 1869 | 1880 | 1890 | 1900 | 1910 | 1921 | 1930 | 1950 | 1961 | 1970 | 1980 | 1991 | 2001 | 2011 | 2021 |
| -------------------------------------------------------------------- | ---- | ---- | ---- | ---- | ---- | ---- | ---- | ---- | ---- | ---- | ---- | ---- | ---- | ---- | ---- |
| Obyvatelé                                                            | 124  | 139  | 136  | 147  | 125  | 124  | 109  | 32   | 50   | 41   | 29   | 17   | 30   | 46   | 33   |
| Domy                                                                 | 21   | 21   | 21   | 22   | 24   | 24   | 26   | 10   | —    | 12   | 8    | 9    | 13   | 14   | 17   |
| Počet domů z roku 1961 je zahrnut v celkovém počtu domů obce Blatno. |      |      |      |      |      |      |      |      |      |      |      |      |      |      |      |

## Obecní správa
Radenov je částí obce Blatno. Po zrušení patrimoniální správy se stal v roce 1850 samostatnou obcí, ale v roce 1869 byl uveden jako osada Blatna. V letech 1880–1930 byl opět obcí, ale později byl znovu připojen k Blatnu. V katastrálním území vesnice stojí u silnice do Kalku také bývalá myslivna Hühnerheide známá jako Slepičí Step.
Při volbách do obecních zastupitelstev konaných 22. května 1938 v Radenově žilo 73 voličů. Volby však neproběhly, protože kandidátní listinu podala pouze Sudetoněmecká strana, která se tak automaticky stala vítězem voleb.

## Doprava

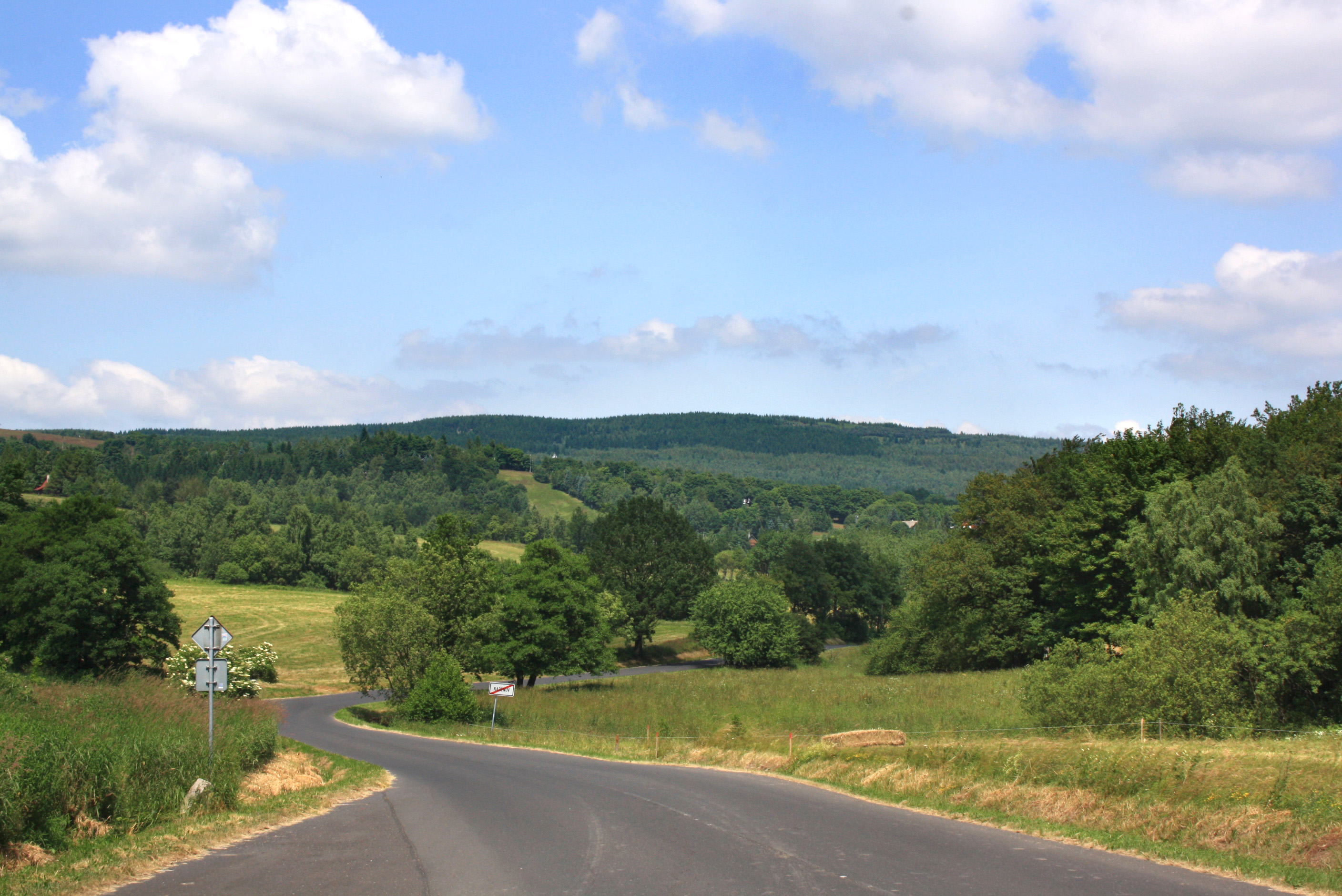
Silnice do Mezihoří

Radenovem vede jediná silnice č. III/2521 z Chomutova přes Blatno do Mezihoří. Ve vesnici u ní stojí zastávka autobusové linkové dopravy. Mezi Blatnem a Mezihořím po silnici vede zeleně značená turistická trasa z Bezručova údolí do Hory Svaté Kateřiny a cyklotrasa č. 3077 z Chomutova do Kalku. Nejbližší pravidelně obsluhovaná železniční stanice je v Chomutově.

## Pamětihodnosti

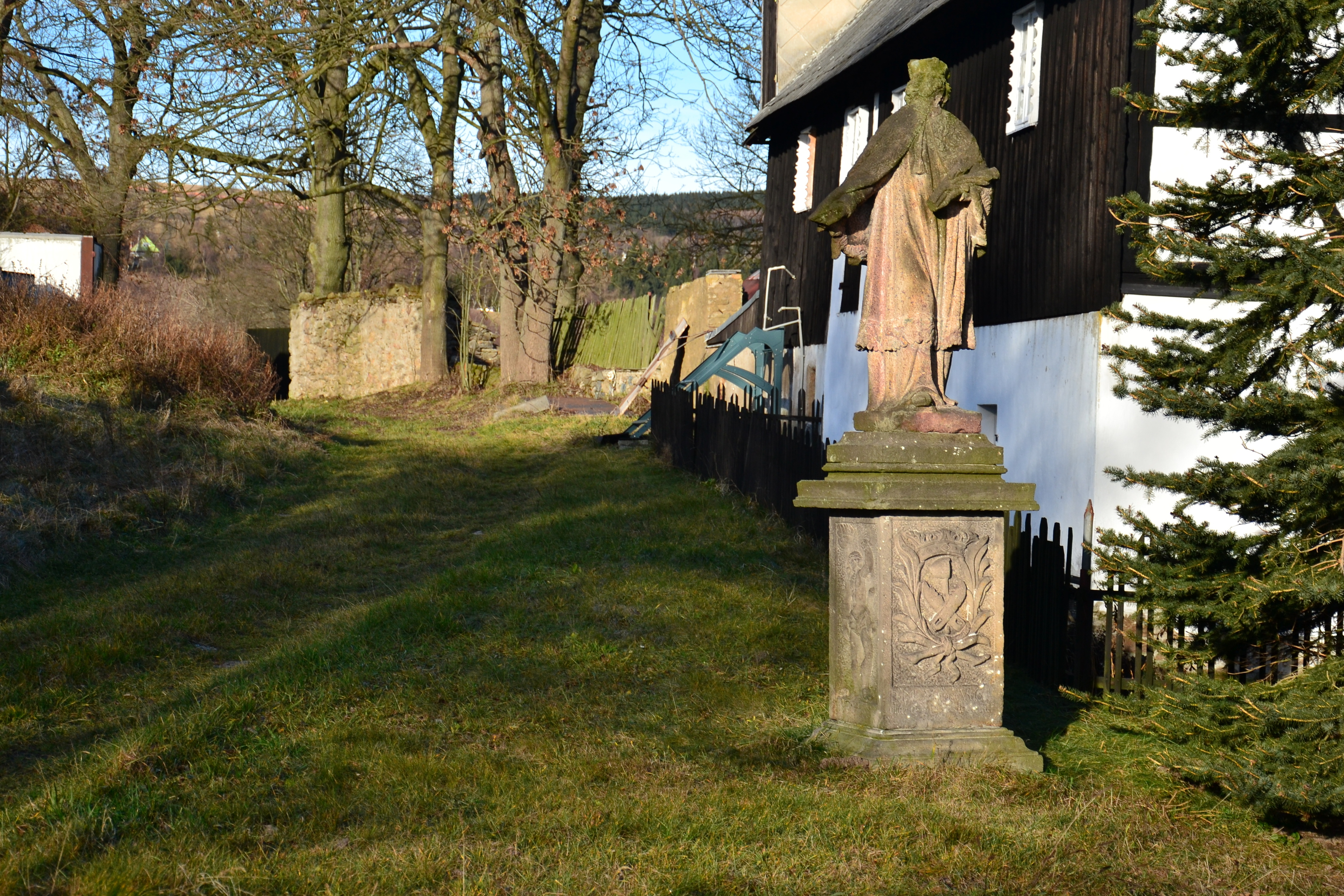
Socha svatého Jana Nepomuckého domu čp. 4

- Dva z radenovských domů s hrázděným patrem jsou chráněné jako kulturní památka. Jednopatrový dům čp. 4 má valbovou střechu a některá okna zdobená vyřezávanými šambránami.[21] Obytný dům usedlosti čp. 9 pochází ze druhé poloviny devatenáctého století. Na jeho střeše se dochovaly dva ozdobné hromosvody.[22]
- Ve vesnici stávala kaple Zvěstování Panně Marii postavená v roce 1892. Měla obdélný půdorys s trojbokým závěrem a sedlovou střechu. Nad průčelním štítem s kruhovým oknem byla sanktusová vížka. Zbořena byla ve druhé polovině 20. století.[23] Uvnitř býval zlidovělý oltář, na kterém stála socha Madony se dvěma anděly ze druhé poloviny 18. století.[24]

## Osobnosti
V Radenově se narodil Janka Gabriel (24. března 1864, Radenov – 15. května 1932, Vídeň), profesor a dřevařský technolog zabývající se především vlastnostmi a pružností dřeva. Vyvinul metodu zkoušky tvrdosti dřeva převzatou do standardních předpisů USA, Kanady a Spojeného království (Janka hardness test). Dále se ve vsi roku 1883 narodil a do roku 1945 žil krušnohorský malíř Gustav Zindel. V domě čp. 18 měl ateliér a přízemní prostory pronajímal hostinec známý jako Zindelova bouda. Posledních deset let strávil v Loučné.